# Coua
Genre
Le genre Coua comprend actuellement dix espèces d'oiseaux endémiques de Madagascar, appartenant à la famille des Cuculidae. Une onzième a disparu.
Le nom normalisé français est identique au nom de genre.

## Liste des espèces
D'après la classification de référence (version 14.2, 2024) du Congrès ornithologique international (ordre phylogénique) :
- †Coua delalandei – Coua de Delalande
- Coua cristata – Coua huppé
- Coua verreauxi – Coua de Verreaux
- Coua caerulea – Coua bleu
- Coua ruficeps – Coua à tête rousse
- Coua olivaceiceps – Coua à tête olive
- Coua reynaudii – Coua de Reynaud
- Coua coquereli – Coua de Coquerel
- Coua cursor – Coua coureur
- Coua gigas – Coua géant
- Coua serriana – Coua de Serrès

Parmi celles-ci, une espèce éteinte :
- †Coua delalandei – Coua de Delalande